# Галущинцы
Галущинцы (укр. Галущинці) — село в Подволочисской поселковой общине Тернопольского района Тернопольской области Украины.
До 2020 года входило в Подволочисский район.
Население по переписи 2001 года составляло 681 человек. Почтовый индекс — 47841. Телефонный код — 3543.